# Jacques Alingue
Jacques Alingue (Avranches, 30 aprile 1988) è un cestista francese con cittadinanza ciadiana.

## Palmarès
- Leaders Cup: 1

Strasburgo: 2019
- Coppa di Francia: 1

Digione: 2023-2024